# عملية مفتاح المزلاج
عملية مفتاح المزلاج هي عبارة عن سلسلة من 38 تجربة نووية أجرتها الولايات المتحدة بين عامي 1966-1967 في موقع اختبار نيفادا. سبقت هذه الاختبارات سلسلة عملية فلينتلوك (التجارب النووية) وتلتها سلسلة عملية تعادل الصليب.